# Bergamo Basket 2014
O Bergamo Basket 2014 é um clube de basquetebol baseado em Bergamo, Itália que atualmente disputa a Série A2.  Manda seus jogos no PalaNorda com capacidade para 2.250 espectadores.

## Histórico de Temporadas
| Temporada | Nível | Liga     | Pos. | J     | PL  | Resultado          |
| --------- | ----- | -------- | ---- | ----- | --- | ------------------ |
| 2014-15   | 4     | Serie B  | 7    | 16-12 | 2-4 | Semifinais Grupo B |
| 2015-16   | 3     | Serie B  | 3    | 24-6  | 7-5 | Finalista Grupo B  |
| 2016-17   | 3     | Serie B  | 2    | 24-6  | 8-1 | Promovido          |
| 2017-18   | 2     | Serie A2 | 13   | 11-19 |     |                    |
| 2018-19   | 2     | Serie A2 | 4    | 17-11 | 6-6 | Semifinais         |
| 2019-20   | 2     | Serie A2 |      |       |     |                    |
| 2020-21   | 2     | Serie A2 | 13   | 9-17  |     | Rebaixado          |

fonte:eurobasket.com